# Mpororoïta
La mpororoïta és un mineral de la classe dels sulfats. Rep el seu nom de la seva localitat tipus, el dipòsit de wolframi de Mpororo, a Uganda.

## Característiques
La mpororoïta és un sulfat de fórmula química WAlO₃(OH)₃·2(H₂O). Cristal·litza presumiblement en el sistema triclínic. Es troba en forma de plaques, de gra molt fi, o en pols.
Segons la classificació de Nickel-Strunz, la mpororoïta pertany a «07.GB - Molibdats, wolframats i niobats, amb anions addicionals i/o H₂O» juntament amb els següents minerals: lindgrenita, szenicsita, cuprotungstita, UM1999-38-WO:CrV, fil·lotungstita, rankachita, ferrimolibdita, anthoinita, obradovicita-KCu, mendozavilita-NaFe, paramendozavilita i tancaïta-(Ce).

## Formació i jaciments
Es tracta d'un producte d'alteració dels minerals de tungstè (wolframi) primaris. Sol trobar-se associada a altres minerals com: scheelita, ferberita, ferritungstita, anthoinita o russellite. Va ser descoberta l'any 1972 al dipòsit de wolframi de Mpororo, a Kisoro, al districte de Kigezi, Uganda. També ha estat descrita a la pedrera Hingston Down (Gunnislake, Anglaterra), a Ishidera (illa de Honshu, Japó), a Flo property (Yukon, Canadà) i a les mines de Kara (Tasmània, Austràlia).